# タイ王国ベースボールリーグ
タイ王国ベースボールリーグ（タイおうこくベースボールリーグ、英語：Thailand Baseball League）は、タイ王国の野球リーグである。タイアマチュア野球連盟 (en)が統括し、連盟の名前どおりアマチュアリーグである。

## 概要
メジャーとマイナーの2つのリーグがある。トップリーグであるタイ王国メジャーリーグは6球団、下部リーグにあたるタイ王国マイナーリーグは8球団ある。
2006年は試合は6月に行われている。メジャーとマイナーの試合をあわせて50試合程度。

## タイ王国メジャーリーグ
2006年度
- Nice
- Suphanburi Sport College
- Lopburi (A)
- RBSC (A)
- Suphanburi Sport School
- Kasetsart University

## タイ王国マイナーリーグ
グループB1
- Kasetsart Sri Cha
- White Devil
- RBSC (B)
- JBC
- Bangkok Sport College

グループB2
- Ramkhamhaeng University
- Chaiyabhum
- Burapha
- Rachapracha
- Lopburi (B)